# ورا نازاریان
ورا نازاریان (انگلیسی: Vera Nazarian؛ زادهٔ ۲۵ مهٔ ۱۹۶۶) رمان‌نویس ارمنی‌تبار اهل ایالات متحده آمریکا است. نویسنده فانتزی، داستان‌های علمی-تخیلی و «شگفت‌انگیز» از جمله داستان میت‌پانک است. او یک هنرمند و ناشر کتابهای مؤسسه انتشاراتی نوریلانا می‌باشد. نازاریان عضو نویسندگان داستان‌های علمی تخیلی و فانتزی آمریکا (SFWA) و نویسنده ده رمان است، از جمله رمان "رویاهای گلباد" و رمان "کلاژ" که مجموعه ای از داستان‌های مرتبط با داستان‌های عربی هزار و یک شب است مانند ارباب رنگین کمان، یک فانتزی حماسی مستقل در مورد یک جهان بدون رنگ، تارعنکبوت عروس سه تایی و کتابهای آتلانتیس گریل.